# 友近恵子
友近 恵子（ともちか けいこ、本名 射場 恵子、1944年7月22日 - ）は、日本の女性声優。愛媛県出身。

## 人物
かつては劇団新人会、THG、太陽プロモーション、アーツビジョンに所属していた。
声種はソプラノ。
趣味は日本舞踊、水泳、映画鑑賞。

## 出演作品

### テレビドラマ
- 鬼平犯科帳 第1シリーズ 第45話「夜鷹殺し」（1970年、NET / 東宝）‐ 夜鷹

### テレビアニメ
1970年
- 魔法のマコちゃん（神田次郎[5]）
- いなかっぺ大将

1972年
- 科学忍者隊ガッチャマン（男の子B、デブルスター2号）
- 樫の木モック（レイレ姫、ジーナ[6]）
- ど根性ガエル（1972年 - 1973年）
- ハゼドン（カイ子）

1973年
- 山ねずみロッキーチャック（トム少年）
- 新造人間キャシャーン（洋子）

1975年
- タイムボカン（シンドバットの母）

1976年
- ポールのミラクル大作戦（アンナ、パックンの母、マリソン、リカ）

1977年
- 一発貫太くん（正吾の母、輝子）
- シートン動物記 くまの子ジャッキー（ナンシー）
- ヤッターマン（上成光、ミレの母、主婦、ホイサーの母）
- 風船少女テンプルちゃん[7]（テンプルの母）

1978年
- 宇宙魔神ダイケンゴー（バラクロス[8]）
- 星の王子さま プチ・プランス（母）

1979年
- ザ☆ウルトラマン（アナウンス）
- ゼンダマン（マルクの母）
- 未来ロボ ダルタニアス（圭太の母）

1980年
- 無敵ロボ トライダーG7（信吉の母）

1981年
- 家族ロビンソン漂流記 ふしぎな島のフローネ（キャサリン）
- ヤットデタマン（三太の母）
- ダッシュ勝平（あかねの母）
- 釣りキチ三平（主婦A）

1984年
- OKAWARI-BOY スターザンS（カカサン・セノビ[9]）

1990年
- RPG伝説ヘポイ（1990年 - 1991年、パル婆ちゃん）

1991年
- 太陽の勇者ファイバード（1991年 - 1992年、アキ子）

1993年
- 熱血最強ゴウザウラー（女将さん）
- 勇者特急マイトガイン（支配人）

1995年
- 十二戦支 爆烈エトレンジャー（妻）

### OVA
1985年
- ドリームハンター麗夢（老婆）

### 劇場アニメ
1971年
- 魔法のマコちゃん（神田次郎）

### 吹き替え

#### 映画
- ナポリと女と泥棒たち（かあさん）※テレビ東京版

#### 海外ドラマ
- 宇宙大作戦（ダラス：バローラ・ノーランド）

#### 海外アニメ
- ドラゴン水滸伝（琵琶の魔女）